# Кабылсай
Кабылсай (каз. Қабылсай) — село в Туркестанской области Казахстана. Находится в подчинении городской администрации Арыса. Входит в состав Монтайтасского сельского округа. Код КАТО — 511645400.

## Население
В 1999 году население села составляло 492 человека (233 мужчины и 259 женщин). По данным переписи 2009 года, в селе проживало 486 человек (237 мужчин и 249 женщин).